# Струмок Вільшанка
Струмок Вільшанка — річка  в Україні, у Липовецькому  районі Вінницької області, ліва притока Вільшанки  (басейн Південного  Бугу).

## Опис
Довжина річки 6 км. Формується з кількох безіменних струмків та водойм. Площа басейну 12,3 км². 

## Розташування
Бере  початок на півдні від Ясенецького. Тече переважно на північний захід через Жураву і у Вахнівці впадає у річку Вільшанку, ліву притоку Десни за 5 км до її гирла.